# Pingmeng
Pingmeng (kinesiska: 平孟镇, 平孟) är en köping i Kina. Den ligger i den autonoma regionen Guangxi, i den södra delen av landet, omkring 240 kilometer väster om regionhuvudstaden Nanning. Antalet invånare är 11450. Befolkningen består av 5 542 kvinnor och 5 908 män. Barn under 15 år utgör 21,0 %, vuxna 15-64 år 65 %, och äldre över 65 år 12,0 %.
Genomsnittlig årsnederbörd är 1 782 millimeter. Den regnigaste månaden är juni, med i genomsnitt 331 mm nederbörd, och den torraste är februari, med 22 mm nederbörd.